# Hmonghäst
Hmonghästen är en mycket liten hästras som härstammar ifrån Vietnam, då främst provinsen Ha Giang i norra Vietnam vid gränsen mot Kina. Rasen var mycket okänd fram tills år 1999 och forskningar pågår fortfarande för att få veta mer om denna ras. Hmonghästarna används av lokala stammar som arbetshästar och ridponnyer och det finns ca 50 000 exemplar av rasen i Vietnam. Hmonghästen är mycket liten med en mankhöjd på 100-110 cm och de är oftast bruna eller blacka även om alla färger förekommer. Hmonghästarna är mycket vänliga, starka och arbetsvilliga. 

## Historia
Hmonghästens härkomst är mycket okänd men de är med största sannolikhet utvecklade från små ponnyer från Mongoliet och Kina. Hmonghästen visar mycket primitiva drag som kan härstamma från den mongoliska ponnyn, men den ringa mankhöjden kan visa på ett släktskap med kinesiska ponnyer som guoxiaponnyn som sällan blir över 100 cm över manken. Även ponnyer från Indonesien som den mindre timorponnyn kan ha förts till Vietnam och influerat dessa hästar. 
Under 1800-talet tillhörde Vietnam den franska indokinesiska kolonin då landet koloniserades av Frankrike. Under den här tiden blev de vietnamesiska hästarna starkt influerade av de arabiska fullblod som fransmännen hade med sig till kolonierna, vilket har gjort rasen något ädlare och med en lätt inåtbuktande nosprofil.
Hmonghästarna var relativt okända utanför Vietnam ända fram till våren år 1999 då svenska SIDA:s utvecklingsprojekt i Vietnam visade sitt intresse för rasen. Projektledarna i Vietnam bjöd då in djurskyddsmyndigheten "International League for the Protection of Horses" (ILPH) för att undersöka hästarnas välbefinnande. 
ILPH gjorde då massiva efterforskningar och undersökningar på hmonghästen och fann att ponnyerna i regel var mycket välskötta, rasrena och att de olika individerna var mycket rastypiska. Undersökningarna visade även att det fanns ca 50 000 hmonghästar enbart i Ha Giang-provinsen vilket gör hmonghästarna till en av de livskraftigaste raserna i världen. Denna stam med hästar kan även vara världens största stam med naturligt skötta domesticerade hästar då hmonghästarna ofta hålls utomhus och sköts utan modernare tekniker som veterinärvård, vaccinering och liknande. 
Än idag pågår undersökningar och dessa ponnyer för att kunna bestämma deras härkomst och eventuella förmågor hos rasen. På grund av isoleringen i Ha Giang-provinsen så är dessa ponnyer mycket renrasiga. De avlas främst av hmongfolket och nung-stammen i de bergigare regionerna av Ha Giang-provinsen.

## Egenskaper
Den vietnamesiska hmonghästen är mycket liten med en mankhöjd på ca 100-110 cm. Men rasen visar väldigt sällan ponnykaraktär, utan liknar exteriört en större häst, vilket gör rasen till en miniatyrhäst, inte ponny. Det arabiska inflytandet syns ganska tydligt hos den annars ganska primitiva ponnyn bland annat med en bred panna, lätt inåtbuktande nosprofil och stora ögon. Man och svans är ofta mycket tjocka med grovt tagel och för att underlätta skötseln av hästarna så stubbas manen så att den blir rättuppstående. Rasen förekommer i alla färger, men viltfärgerna som brun, fux, bork och black är vanligast. Men alla färger, tecken och mönster är tillåtna och förekommande. 
Hmonghästen är mycket stark trots sin storlek och är även mycket arbetsvilliga med ett lugnt och lätthanterligt temperament. Då hästarna oftast går ute året runt i bergsmiljö är de naturligt sunda och mycket säkra på foten. De lokala stammarna i Vietnam använder de små hästarna främst som packdjur och till transport men i enstaka fall används de även som ridhästar då de är tillräckligt starka för att bära vuxna män.